# Комплекс святилища-мечети Пирсаат Баба
Комплекс святилища-мечети Пирсаат Баба (азерб. Pirsaat Baba ziyarətgah-məscid kompleksi
) — комплекс святилища-мечети, расположенный на въезде в город Шемахы в Азербайджане.

## Описание

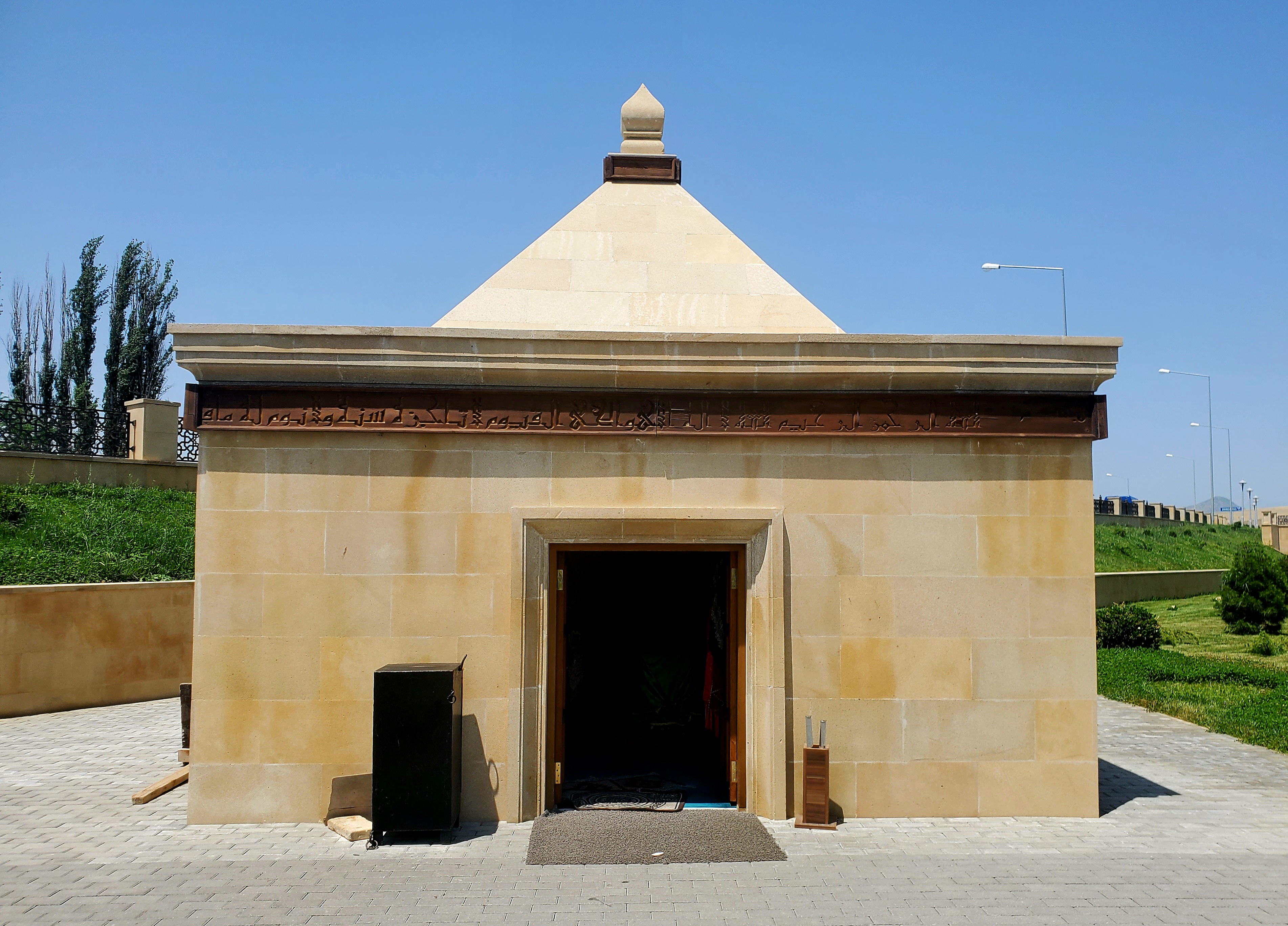
Тюрбе на июнь 2022 года

Комплекс святилища-мечети Пирсаат Баба находится в Шемахинском районе Азербайджана, на въезде в город Шемахы, у автомобильной дороги Баку-Шемахы-Евлах, на берегу реки Пирсаат.
Является одним из самых посещаемых населением святых мест, каждый день его посещает сотни поломников. Является также историческим памятником.
В комплексе есть мечеть. В мечети наряду с молельным залом, есть также и залы для поминальных церемоний.

## История
Пирсаат Баба был Авлия и происходил из рода Пророка.
Святилище относится к Средним векам — примерно к IX-XV векам. В 1918 году было перестроено меценатом Гаджи Джафаргулу и была приведена в форму тюрбе.
После восстановления Азербайджаном своей независимости, святилище в 1993 году было отстроено заново. Согласно другим сведениям, тюрбе было вновь восстановлено в 1989-1990 годы Шейхом Ибрагимом Пашой, а в 1996 году была поставлена крыша.
В 2019 году в Шемахы произошло землетрясение, в результате чего на стенах святилища появились трещены.
В 2020 году по инициативе президента Фонда Гейдара Алиева и Первой леди Азербайджана Мехрибан Алиевой начались работы по реставрации и реконструкции, а также строительство нового здания мечети. 25 мая того же года президент Азербайджана Ильхам Алиев и Первая леди Мехрибан Алиева в ходе своего визита, ознакомились с проводимыми работами и посетили могилу Пирсаат Баба.
1 ноября 2021 года при участии президента Азербайджана Ильхама Алиева и Первой леди Мехрибан Алиевой состоялось открытие комплекс святилища-мечети Пирсаат Баба после реставрации и реконструкции.